# Frozen Bubble

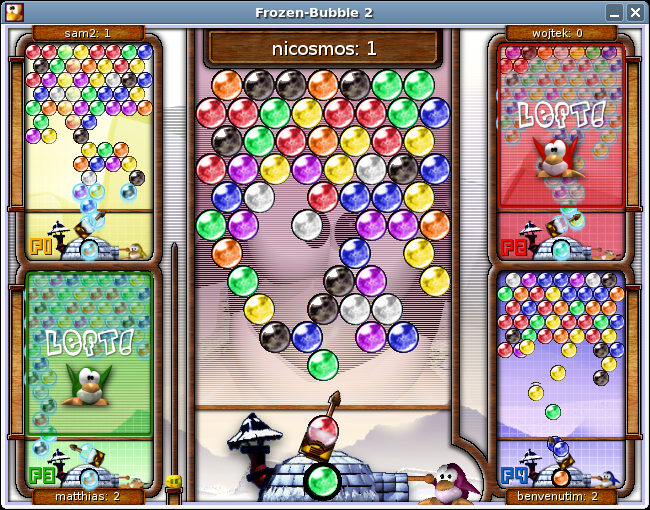
Screenshot ze hry

Frozen Bubble je open source logická počítačová hra podobná Puzzle Bobble.
Úkolem hráče je vystřelovat ze spodku hrací plochy směrem nahoru barevné kuličky (bubliny) a tvořit z nich skupinky stejné barvy. Tří- a víceprvkové skupinky stejné barvy odpadají, a to včetně kuliček, které na ně jsou případně navázány. Hrací plocha se postupně směrem odshora zmenšuje a kuličky klesají, tím hráči ubývá manévrovací prostor. Vítězný konec hry a postup do další úrovně nastane ve chvíli, kdy na hracím poli nejsou žádné kuličky, k prohře dochází, když kuličky klesnou na úroveň vystřelovacího děla (v tu chvíli kuličky zamrznou). Standardně má hra 100 úrovní a obsahuje i jejich editor.
Při hře více hráčů se shozené kuličky přesouvají k protihráčům, kterým se tak prostor rychleji zaplňuje. Místo zmenšování hrací plochy se odshora vždy po určitém čase nasouvá nová řada kuliček. Vítězí hráč, který zůstane ve hře jako poslední.
Hra obsahuje roztomilou ručně kreslenou grafiku v kombinaci s předrenderovanými 3D animacemi udělanými v Blenderu, motivem jsou ledové kraje a tučňáci. Zvukovou kulisu tvoří chytlavý soundtrack.
Pro napsání hry je použitý Perl společně s Simple DirectMedia Layer (SDL). Hra je však přepsána i do Javy a Flashe.
Hra je vydána pod licencí GNU GPL.
Verze 1.0 funguje na Microsoft Windows, Linuxu i Mac OS X, od verze 2.0 již není port pro Windows vytvářen.
Ve verzi 2.0, vydané v říjnu 2006, byla přepracována grafika (3D) a byla doplněna podpora pro multiplayer po místní síti a internetu. Novinkou je volba řetězové reakce, která se může uplatnit při shození kuliček navázaných na tříprvkovou skupinu – pokud se na hrací ploše nacházejí dvojice ve stejné barvě, padající navázaná kulička shodí i je a řetězově tak může být hrací plocha vyčištěna.
Aktuální verzí je 2.2.0, která vylepšuje oproti předchozí 2.1.0 hru více hráčů – je možno hráče zaměřovat (určit, komu budou přidány shozené kuličky) a pokračovat ve hře při odchodu některých hráčů.